# Francis Scott Key Bridge (Baltimore)
De Francis Scott Key Bridge, kortweg de Key Bridge genoemd, was een vakwerkbrug in Baltimore in de Amerikaanse staat Maryland. De brug werd geopend in 1977 en verbond beide oevers van de rivier Patapsco. De rivier, die de haven van Baltimore verbindt met Chesapeake Bay, is een belangrijke transportroute voor vrachtvervoer aan de oostkust.

## Kenmerken
De Francis Scott Key Bridge was een stalen vakwerkbrug. Ze liep in noordoostelijke richting van Hawkins Point in Baltimore naar Sollers Point in Dundalk. De centrale overspanning van 366 meter was de op twee na grootste overspanning van een vakwerkbrug ter wereld. Het was de op een na de langste brug in de metropool van Baltimore, na de Chesapeake Bay Bridge.
De brug van 2,6 kilometer bestond uit twee keer twee rijstroken van snelweg Interstate 695. Jaarlijks passeerden rond de 11,5 miljoen voertuigen. Er werd tol geheven door de Maryland Transportation Authority (MDTA) voor toegang tot de brug. De brug was de verst van de haven gelegen van drie tolwegen om de haven over te steken, samen met de Baltimore Harbor-tunnel en de Fort McHenry-tunnel. De brug was aangewezen voor het vervoer van gevaarlijke stoffen, hetgeen in de tunnels verboden was.
De diepte van het scheepskanaal onder de brug wordt geschat op 15 meter.

## Geschiedenis
In 1957 werd de eerste rivierverbinding geopend in de vorm van de Baltimore Harbor-tunnel. Aan het begin van de jaren 60 stelde de Maryland State Roads Commission vast dat er behoefte was aan een tweede verbinding. In eerste instantie werd een tweede tunnel voorgesteld, op een locatie ten zuidoosten van de toen nog toekomstige Key Bridge.
De bouw zou samenvallen met de verdubbeling van de Chesapeake Bay Bridge. Voor het hele project was $220 miljoen dollar uitgetrokken. In juli 1970 werd de eerste aanbesteding uitgeschreven, maar de biedingen vielen hoger uit dan verwacht. Hierop werden alternatieve plannen gemaakt, waaronder een brug met vier rijstroken. De plannen werden in april 1971 goedgekeurd. Bijkomstig voordeel was dat gevaarlijke stoffen dan ook konden worden vervoerd, hetgeen verboden was in tunnels. De United States Coast Guard verleende in juni 1972 toestemming voor de brug. De bouw van de brug – toen nog onder de naam Outer Harbor Bridge – begon in 1972. Door alle opgelopen vertraging lag het project achter op schema en waren de kosten van de brug met 33 miljoen dollar gestegen.
Bouwbedrijf J. E. Greiner Company uit Baltimore kwam als winnaar van de ontwerpaanbesteding uit de bus. De opritten aan weerszijden zouden echter ontworpen worden door een joint venture van Singstad, Kehart, November & Hurka uit New York en Baltimore Transportation Associates, Inc. De John F. Beasley Construction Company werd gekozen als aannemer; voor de toelevering van onderdelen werd Pittsburgh-Des Moines Steel Co. toevertrouwd.

### Naamgeving

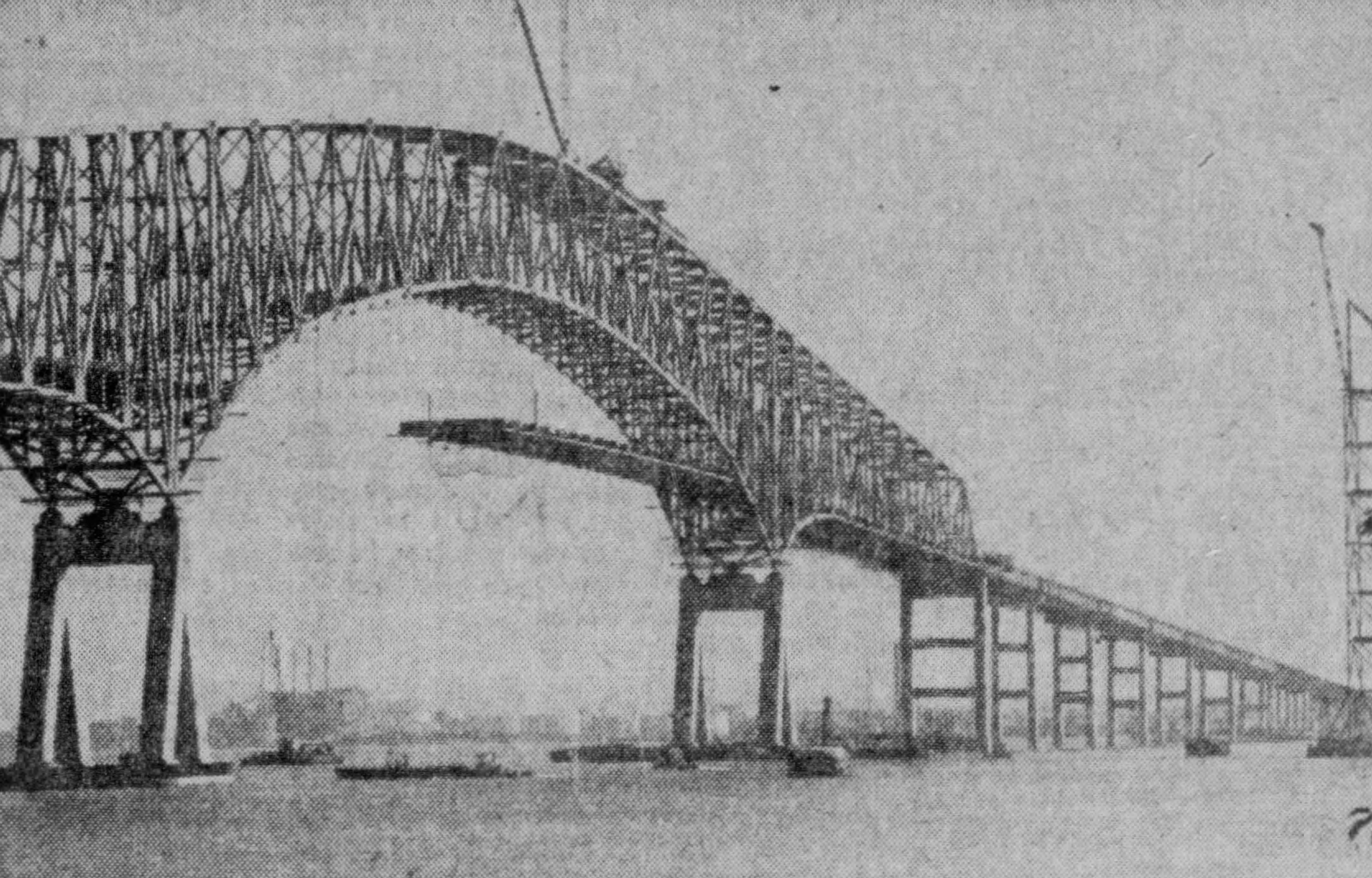
De Francis Scott Key Bridge tijdens de bouw (1976)

In 1976, tijdens de bouw van de brug, werd de naam gewijzigd van Outer Harbor Bridge in Francis Scott Key Bridge, naar Francis Scott Key, de auteur van het Amerikaanse volkslied. Tijdens de oorlog met de Britten voer Key onder andere naar de Baltimore Harbor, naar een locatie ongeveer 90 meter van de brug vandaan. De precieze locatie is aangegeven door middel van een boei in de kleuren van de Amerikaanse vlag.

### Opening
De Key Bridge werd op 23 maart 1977 geopend. De brug beschikte over vier rijstroken, maar uit kostenbesparing bestonden de opritten slechts uit twee rijstroken. In 1983 werd de zuidelijke oprit alsnog verbreed. Na enkele jaren vertraging volgde in 1999 ook de noordelijke oprit. De Key Bridge was de laatste ontbrekende schakel van snelweg I-695, hoewel de brug zelf werd aangeduid als weg Maryland Route 695.

### Eerste aanvaring
In 1980 botste een vrachtschip op de Key Bridge, maar zonder veel schade. De aanvaring vond slechts een paar maanden na de instorting van de Sunshine Skyway Bridge plaats.

### Tweede aanvaring en instorting

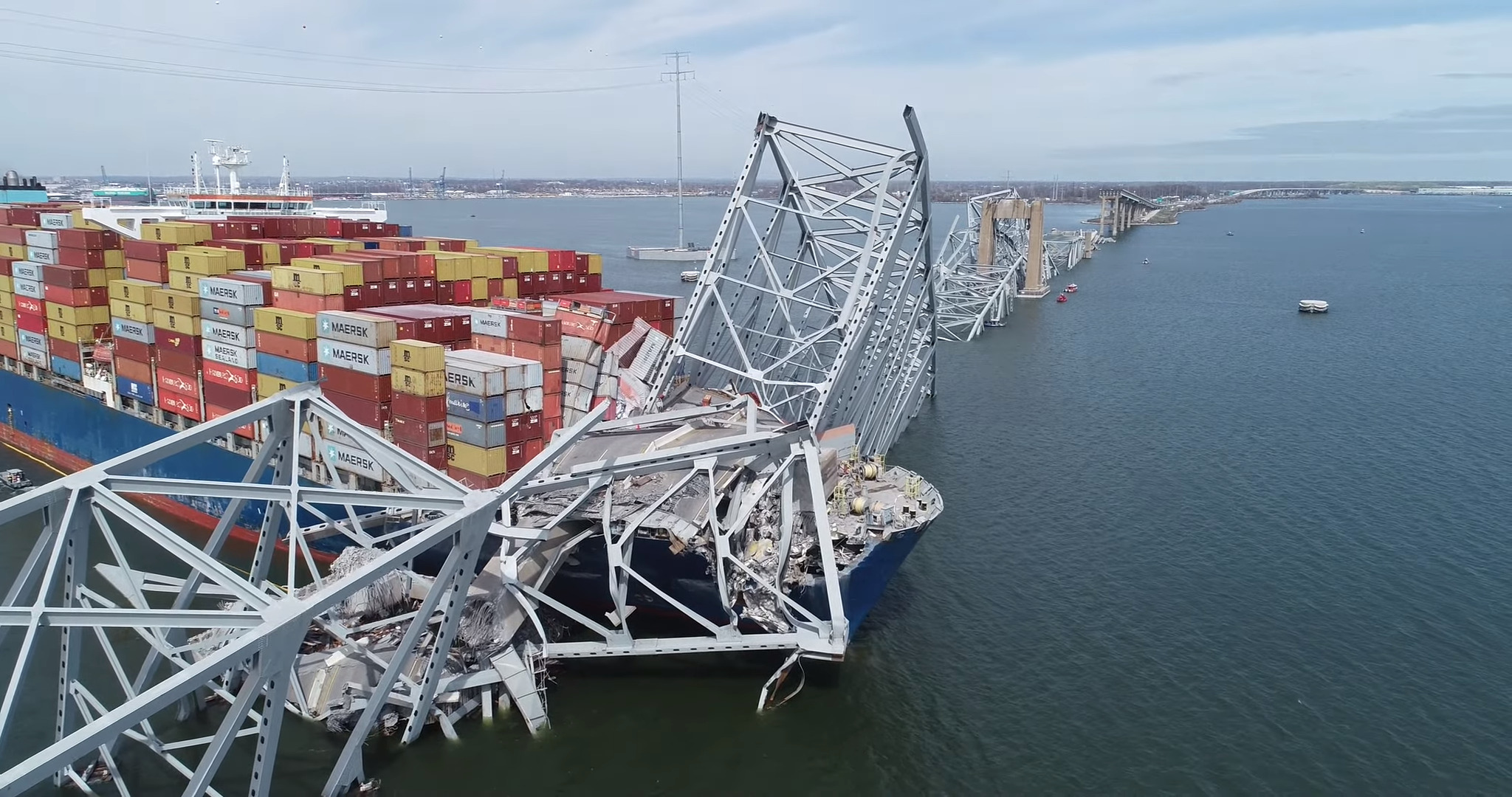
Het schip Dali en de verwoeste brug (2024)

In de nacht van 25 maart 2024 viel de stroom uit op het Singaporese containerschip MV Dali, waardoor het zijn aandrijving verloor. Het stuurloze schip kwam in aanvaring met een steunpilaar van de Key Bridge. De brug stortte vrijwel volledig in; slechts een deel aan beide oevers van de rivier bleef gespaard. Meerdere auto's en acht wegwerkers, die bezig waren met onderhoud, vielen in de rivier. Slechts twee van hen konden gered worden.

## Prijzen en onderscheidingen
- 1978: Award of Merit in de categorie "lange overbruggingen", uitgereikt door het American Institute of Steel Construction.[11]

## Varia
- In Washington D.C. is een gelijknamige brug over de Potomac.[20]